# Lichenomphalia
Lichenomphalia Redhead, Lutzoni, Moncalvo & Vilgalys (pęporostek) – rodzaj grzybów z rodziny wodnichowatych (Hygrophoraceae). Ze względu na współżycie z glonami zaliczane są do grupy porostów. W Polsce występują cztery gatunki.

## Systematyka i nazewnictwo
Pozycja w klasyfikacji według Index Fungorum: Hygrophoraceae, Agaricales, Agaricomycetidae, Agaricomycetes, Agaricomycotina, Basidiomycota, Fungi.
Występujące w Polsce gatunki zaliczane były wcześniej do rodzaju Omphalina (pępówka). Po przeniesieniu ich do rodzaju Lichenomphalia nazwy polskie stały się niespójne z nazwami naukowymi. Ostatnio wprowadzono nową polską nazwę – pęporostek.

## Gatunki
- Lichenomphalia alpina (Britzelm.) Redhead, Lutzoni, Moncalvo & Vilgalys 2002 – tzw. pępówka żółta
- Lichenomphalia aurantiaca (Redhead & Kuyper) Redhead, Lutzoni, Moncalvo & Vilgalys 2002
- Lichenomphalia chromacea (Cleland) Redhead, Lutzoni, Moncalvo & Vilgalys 2002
- Lichenomphalia cinereispinula Neville & Fouchier 2009
- Lichenomphalia hudsoniana (H.S. Jenn.) Redhead, Lutzoni, Moncalvo & Vilgalys 2002 – pęporostek Hudsona, pępówka Hudsona, pępówka żółtofiołkowa
- Lichenomphalia lobata (Redhead & Kuyper) Redhead, Lutzoni, Moncalvo & Vilgalys 2002
- Lichenomphalia meridionalis (Contu & La Rocca) P.-A. Moreau & Courtec. 2008
- Lichenomphalia pararustica (Clémençon) Elborne 2008
- Lichenomphalia umbellifera (L.) Redhead, Lutzoni, Moncalvo & Vilgalys 2002 – pęporostek baldaszkowy, pępówka baldaszkowa
- Lichenomphalia velutina (Quél.) Redhead, Lutzoni, Moncalvo & Vilgalys 2002 – pęporostek aksamitny, pępówka aksamitna

Wykaz gatunków (nazwy naukowe) na podstawie Index Fungorum.